# Lena Dunham
Lena Dunham (ur. 13 maja 1986 w Nowym Jorku) – amerykańska reżyserka, scenarzystka, aktorka.
Znana jako twórczyni filmu Mebelki oraz serialu telewizyjnego HBO Dziewczyny. W 2012 roku nominowana do Nagrody Emmy w czterech kategoriach, zdobywczyni Złotego Globu w 2013 roku.
Serial Dziewczyny był szeroko krytykowany w związku z oskarżeniami o rasistowskie portretowanie miasta Nowy Jork oraz nadreprezentację stereotypów.
Jej książka Not That Kind of Girl: A Young Woman Tells You What She's Learned wywołała fale kontrowersji na kanwie opisu aktów seksualnych pomiędzy 7-letnią Dunham a jej roczną siostrą.

## Życiorys
Urodziła się w Nowym Jorku. Ojciec, Carroll Dunham, jest malarzem, a jej matka, Laurie Simmons, fotografką i projektantką. Jej młodsza siostra, Grace, jest modelką, poetką i studentką Brown University, wystąpiła także w pierwszym filmie Mebelki w roli Nadine. Dunham uczęszczała do szkoły św. Anny w Nowym Jorku. Studia ukończyła w 2008 roku w Oberlin College. W 2010 roku nominowana do Gotham Awards w dwóch kategoriach. W 2012 roku nominowana do nagrody Satelita w kategorii najlepszej aktorki w filmie komediowym lub musicalu. Jesienią 2012 podpisała umowę na książkę Not That Kind of Girl: A Young Woman Tells You What She's Learned z wydawnictwem Random House na 3,5 mln dolarów.
Dunham ma 160 cm wzrostu i waży 64 kg. Często w wywiadach powtarza, że nigdy nie przejmowała się swoją wagą z powodu ogromnego dystansu do samej siebie.

## Nagrody
- 2010 – nagroda na festiwalu filmowym w Sarasota za film Mebelki
- 2010 – nagroda Los Angeles Film Critics Association za film Mebelki
- 2011 – Independent Spirit Awards za najlepszy debiutujący scenariusz za film Mebelki[11].
- 2013 – Directors Guild of America Award za Dziewczyny.
- 2013 – Złoty Glob dla najlepszej aktorki w serialu komediowym lub musicalu za Dziewczyny.
- 2013 – Gracie Allen Awards za Dziewczyny.
- 2013 – Writers Guild of America Award za Dziewczyny.

## Filmografia
- 2006 – Dealing – reżyseria, scenariusz, rola Georgii
- 2007 – Una & Jacques
- 2007 – Tight Shots – reżyseria, scenariusz
- 2009 – Creative Nonfiction – reżyseria, scenariusz, rola Elli
- 2009 – Family Tree – rola Leny
- 2009 – Dom diabła – rola operatorki linii policyjnej
- 2009 – Delusional Downtown Divas – reżyseria, scenariusz, rola Oony
- 2010 – Gabi on the Roof in July – rola Colby
- 2010 – Mebelki – reżyseria, scenariusz, rola Aury
- 2011 – Zajazd pod duchem – rola Baristy
- 2012 – Nobody Walks – współscenarzystka
- 2012 – Supporting Characters – rola Alexy
- 2012 – 40 lat minęło – rola Cat
- 2012 – Dziewczyny – reżyseria, scenariusz, rola Hannah Horvath
- 2019 – Pewnego razu... w Hollywood – rola Catherine „Gypsy” Share
- 2024 – Treasure – rola Ruth Rothwax